# Gates of Eden
Gates of Eden – piosenka skomponowana przez Boba Dylana, nagrana przez niego w styczniu i wydana na albumie Bringing It All Back Home w marcu 1965 r.

## Historia
Dylan skomponował ten utwór najpewniej na początku drugiej połowy 1964 r. i już w październiku po raz pierwszy go wykonał.
Chociaż nie należał do piosenek najczęściej wykonywanych przez artystę, to jednak był właściwie wykonywany we wszystkich dekadach jego kariery. Przeważnie był prezentowany w wersjach akustycznych. Jednak w początkowej fazie Never Ending Tour, czyli od czerwca 1988 r., muzyk prezentował ostrzejszą, zelektryfikowaną wersję utworu, zbliżoną nawet do heavy metalu. W połowie lat 90. XX wieku powrócił do akustycznej, chociaż zespołowej, formy wykonywania piosenki.

## Tekst
„Gates of Eden” jest jednym z najbardziej wizjonerskich utworów Dylana, utrzymanym w duchu Williama Blake’a. Jednak sam artysta, lubiący czasem deprecjonować wartość swoich kompozycji, nazwał go „gwałcącą świętość kołysanką w d-moll”.
Dzieło to jest utworem o zbawieniu, chociaż podchodzi do zagadnienia dość przewrotnie, wykazując raczej, czym zbawienie nie jest. Wizja ludzkiego wygnania z Raju do dziś pozostaje niezwykle mocnym przykładem Dylana jako proroka, niechętnego i pesymistycznego, ale podejmującego się wysiłku wieszczego.
Dylan obnaża kłamstwo ślepej wiary wierzącej, że po śmierci następuje wybaczenie. Jest to dla niego ostatecznym kłamstwem, gdyż stwarza samozadowolenie i błogość w tym życiu, które mamy obecnie. Zapomnienie, zatrata jest jedynym logicznym przeznaczeniem wszystkich śmiertelnych dusz; powinniśmy sobie z tego zdać sprawę i przyzwyczaić się. To dylanowskie objawienie, jakkolwiek pesymistyczne, a nawet przerażające, jest krótkim wglądem w piekło, które może już częściowo zamieszkujemy.
Oprócz tej wizji, Dylan ukazuje także inne postacie poszukujące prawdy. Świat, który artysta opisuje, jest światem uległym entropii, bez przywódców, z sępami czyhającymi na swoją zdobycz.
W końcowej części utworu narrator-Dylan zostaje obudzony przez swoją kochankę, która opowiada mu swoje sny. Jednak on doskonale wie, że tylko jego nocne wizje, które opisał, są prawdziwe.
„Gates of Eden” niewątpliwie powstał pod wpływem poezji i malarstwa (seria obrazów Bramy Raju) Williama Blake’a. Kolejnym pisarzem, który wywarł wpływ na Dylana był William S. Burroughs, zwłaszcza jeśli chodzi o pesymizm i specyficzny spleen.

## Sesje
- 15 stycznia 1965 – sesje nagraniowe do albumu w Columbia Studio A w Nowym Jorku

## Wykonania koncertowe
1964
- 24 października 1964 – koncert w Symphony Hall w Bostonie, Massachusetts
- 31 października 1964 – koncert w Philharmonic Hall w Nowym Jorku; to nagranie ukazało się na The Bootleg Series Vol. 6
- 25 listopada 1964 – koncert w Civic Auditorium w San Jose, Kalifornia
- 27 listopada 1964 – koncert w Masonic Memorial Auditorium w San Francisco w Kalifornii

1965
- 27 marca 1965 – koncert w Civic Auditorium w Santa Monica w Kalifornii
- 7 maja 1965 – koncert we Free Trade Hall w Manchesterze w Wielkiej Brytanii
- 9 maja 1965 – koncert w Royal Albert Hall w Londynie
- 1 czerwca 1965 – nagrania dla TV BBC w Londynie (tę część programu wyemitowano 26 czerwca 1965)
- 28 sierpnia 1965 – koncert na kortach tenisowych Forest Hills w Nowym Jorku
- 3 września 1965 – koncert w Hollywood Bowl w Los Angeles w Kalifornii
- 1 października 1965 – koncert w Carnegie Hall w Nowym Jorku z grupą The Hawks/The Band
- 25 listopada 1965 – koncert w Arie Crown Theater w McCormick Place w Chicago, Illinois

1974
Tournée po USA z grupą The Band (pierwsze tournée Dylana od maja 1966 r.)
- 10 stycznia 1974 – koncert w Maple Leaf Gardens w Toronto w prow. Ontario w Kanadzie
- 11 stycznia 1974 – koncert w Forum de Montreal w Montrealu w Kanadzie
- 12 stycznia 1974 – koncert w Forum de Montreal w Montrealu w Kanadzie
- 14 stycznia 1974 – koncerty w Boston Gardens w Bostonie, Massachusetts (koncert wieczorny i nocny)
- 16 stycznia 1974 – koncert w Capital Centre w Largo, Maryland
- 17 stycznia 1974 – koncert w Coliseum w Charlotte, Karolina Północna
- 19 stycznia 1974 – koncerty w Hollywood Sportatorium w Hollywood w Kalifornii (koncert wieczorny i nocny)
- 21 stycznia 1974 – koncert w The Omni w Atlancie, Georgia
- 22 stycznia 1974 – koncert w The Omni w Atlancie, Georgia
- 23 stycznia 1974 – koncert w Mid-South Coliseum w Memphis, Tennessee
- 25 stycznia 1974 – koncert w Tarrant County Convention Center w Fort Worth, Teksas
- 26 stycznia 1974 – koncert w Hofheinz Pavilion w Houston w Teksasie
- 28 stycznia 1974 – koncert w Nassau County Coliseum w Uniondale, Nowy Jork
- 29 stycznia 1974 – koncert w Nassau County Coliseum w Uniondale, Nowy Jork
- 30 stycznia 1974 – koncert w Madison Square Garden w Nowym Jorku
- 31 stycznia 1974 – koncerty w Madison Square Garden w Nowym Jorku (koncert wieczorny i nocny)
- 2 lutego 1974 – koncert w Crisler Arena na Uniwersytecie Michigan w Ann Arbor, Michigan
- 3 lutego 1974 – koncert w Assembly Hall na Uniwersytecie Indiany w Bloomington, Indiana
- 11 lutego 1974 – koncert w Almeda County Coliseum w Oakland w Kalifornii
- 14 lutego 1974 – koncert w The Forum w Inglewood w Kalifornii (koncert drugi – nocny)

1978
World Tour 1978 („Gates of Eden” został wykonany tylko 6-krotnie dopiero prawie w połowie tournée, od 44. koncertu; cała światowa trasa koncertowa Dylana liczyła 114 koncertów)
- 5 lipca 1978 – koncert w Pavillon de Paris w Paryżu we Francji
- 6 lipca 1978 – koncert w Pavillon de Paris w Paryżu we Francji
- 8 lipca 1978 – koncert w Pavillon de Paris w Paryżu we Francji
- 11 lipca 1978 – koncert w Scandinavium w Göteborgu w Szwecji
- 12 lipca 1978 – koncert w Scandinavium w Göteborgu w Szwecji
- 15 lipca 1978 – koncert w Blackbushe Aerodrome w Camberley w Wielkiej Brytanii

1988
Never Ending Tour (od 7 czerwca 1988; wszystkie koncerty Dylana od tego momentu są częścią Never Ending Tour)
Interstate 88 I
Część pierwsza: Letnie tournée po Kanadzie i USA
- 7 czerwca 1988 – koncert w Concord Pavilion, Concord, Kalifornia
- 10 czerwca 1988 – koncert w Greek Theatre, Uniwersytet Kalifornijski, Berkeley, Kalifornia
- 13 czerwca 1988 – koncert w Park West, Park City, Salt Lake City, Utah
- 18 czerwca 1988 – koncert w Alpine Valley Music Theatre, East Troy, Wisconsin
- 25 czerwca 1988 – koncert w Garden State Performing Arts Center, Holmdel, New Jersey
- 30 czerwca 1988 – koncert w Jones Beach Theater, Jones Beach State Park w Wantagh, Nowy Jork
- 17 lipca 1988 – koncert w Meadowbrook Music Theater na Oakland University w Rochester Hills, Michigan
- 3 sierpnia 1988 – koncert w Greek Theatre w Hollywood, Los Angeles, Kalifornia

Interstate 88 III
Część trzecia: Jesienne tournée po Wschodnim Wybrzeżu (od 13 października 1988)
- 14 października 1988 – koncert w The Tower Theatre, Upper Darby, Pensylwania
- 16 października 1988 – koncert w Radio City Music Hall, Nowy Jork, Nowy Jork
- 17 października 1988 – koncert w Radio City Music Hall, Nowy Jork, Nowy Jork
- 18 października 1988 – koncert w Radio City Music Hall, Nowy Jork, Nowy Jork
- 19 października 1988 – koncert w Radio City Music Hall, Nowy Jork, Nowy Jork
- 4 grudnia 1988 – Oakland Coliseum, Oakland, California (całkowicie akustyczny benefisowy koncert na potrzeby The Bridge School)

1989
Część czwarta: Letnie europejskie tournée 1989 (od 27 maja 1989)
- 27 maja 1989 – koncert w Christinehofs Slottspark, Christinehofs Slott, Skania, Szwecja
- 3 czerwca 1989 – koncert w Simmonscourt, R.D.S., Dublin, Irlandia
- 11 czerwca 1989 – koncert w Voorst Nationaal, Bruksela, Belgia
- 13 czerwca 1989 – koncert w Les Arenes, Fréjus, Francja
- 19 czerwca 1989 – koncert w Palatrussadi di Milano, Mediolan, Włochy
- 22 czerwca 1989 – koncert w Stadio di Ardenza, Livorno, Włochy

Część piąta: Letnie tournée po Ameryce Północnej (od 1 lipca 1989)
- 17 lipca 1989 – koncert w Waterloo Village w Stanhope, New Jersey
- 19 lipca 1989 – koncert w Marjorie Merriweather Post Pavilion w Columbia, Maryland
- 26 lipca 1989 – koncert w Saratoga Performance Arts Center w Saratoga Springs, Nowy Jork
- 28 lipca 1989 – koncert w Civic Arena w Pittsburgu, Pensylwania
- 29 lipca 1989 – koncert w Kingswood Music Theatre, Maple, Ontario, Kanada
- 3 sierpnia 1989 – koncert w Harriet Island, Saint Paul, Minnesota
- 8 sierpnia 1989 – koncert w Savage Hall, Toledo, Ohio
- 12 sierpnia 1989 – koncert w Kings Dominion Amusement Park, Doswell, Wirginia
- 16 sierpnia 1989 – koncert w Troy G. Chastain Memorial Park Amphitheatre, Atlanta, Georgia
- 27 sierpnia 1989 – koncert w Starplex Amphitheatre, Dallas, Teksas
- 29 sierpnia 1989 – koncert w Pan American Center, Las Cruces, Nowy Meksyk
- 3 września 1989 – koncert w Greek Theatre, University of California, Berkeley, Kalifornia
- 9 września 1989 – koncert w Greek Theatre, Hollywood, Los Angeles, Kalifornia

Część szósta: Jesienne tournée po USA (od 10 października 1989)
- 12 października 1989 – koncert w The Beacon Theatre, Nowy Jork, Nowy Jork
- 17 października 1989 – koncert w Constitution Hall, Waszyngton
- 18 października 1989 – koncert w Constitution Hall, Waszyngton
- 23 października 1989 – koncert w The Opera House, Boston, Massachusetts
- 31 października 1989 – koncert w Arie Crown Theater, Chicago, Illinois
- 6 listopada 1989 – koncert w Cassell Coliseum” na Virginia Polytechnic Institue w Blacksburgu, Wirginia
- 10 listopada 1989 – koncert w The Fox Theater, Atlanta, Georgia
- 15 listopada 1989 – koncert w Festival Hall, Tampa Bay Performing Arts Center, Tampa, Floryda

## Dyskografia
Single
- 1965: „Like a Rolling Stone”/„Gates of Eden” (Hot 100, USA: #2; UK Singles Chart, Wlk. Brytania: #4)

Albumy
- 1965: Bringing It All Back Home
- 2004: The Bootleg Series Vol. 6: Bob Dylan Live 1964, Concert at Philharmonic Hall

## Wideografia
Film
- 2007: Dont Look Back

## Wersje innych artystów
- 1967: Julie Felix – Flowers
- 1973: Arlo Guthrie – The Last of the Brooklyn Cowboys
- 2000: Steven Keene – Keene on Dylan
- 2002: Arlo Guthrie na albumie różnych wykonawców Doin' Dylan 2
- 2003: Marc Carroll – Crashpod Number